# Sacajawea Patera
Sacajawea Patera est une caldeira volcanique située sur la planète Vénus par 64,3° N et 335,4° E, à peu près au centre du haut plateau de Lakshmi Planum, à l'ouest d'Ishtar Terra.

## Géographie et géologie
Cette structure est remarquable par son allongement, selon un axe parallèle à la plus grande longueur de Lakshmi, perpendiculaire à des stries d'environ 140 km visibles au radar au sud-est du cratère, sur l'une desquelles est bien visible un petit bouclier volcanique de 12 km avec son cratère sommital. Au nord et à l'ouest de la caldeira sont bien visibles des grabens larges de 0,6 à 4 km, espacés de 0,5 à 4 km et d'une longueur atteignant 100 km, sur lesquels se découpe, à l'ouest, le petit cratère Zlata, de 6 km de diamètre. Ces grabens pourraient être le résultat de l'effondrement d'une vaste chambre magmatique située sous le plateau.
L'autre grande bouche volcanique de Lakshmi Planum est Colette Patera, à l'ouest du plateau en direction d'Akna Montes.